# Tibor Andrásfi
Tibor Andrásfi (* 10. Dezember 1999 in Budapest) ist ein ungarischer Degenfechter.

## Erfolge
Tibor Andrásfi gelang der erste internationale Erfolg bei den Europaspielen 2023 in Krakau. Mit Máté Tamás Koch, Gergely Siklósi und Dávid Nagy sicherte er sich den Gesamtsieg und erhielt damit die Goldmedaille. Ein Jahr darauf belegte er bei den Europameisterschaften in Basel im Einzel den dritten Platz. Bei den Olympischen Spielen 2024 in Paris zog er im Einzel nach drei Siegen ins Halbfinale ein, in dem er dem Japaner Kōki Kanō knapp mit 13:14 unterlag. Auch im abschließenden Gefecht um Bronze hatte er gegen Mohamed El-Sayed aus Ägypten knapp mit 7:8 das Nachsehen. Mehr Erfolg hatte Andrásfi im anschließenden Mannschaftswettbewerb. In diesem erreichte er gemeinsam mit Máté Tamás Koch, Gergely Siklósi und Dávid Nagy das Finale, nachdem in der ersten Runde Kasachstan und im anschließenden Halbfinale Frankreich jeweils mit 45:30 bezwungen wurden. Dort trafen die Ungarn auf die Équipe Japans, die sie knapp mit 26:25 ebenfalls bezwangen und damit Olympiasieger wurden.
Für seinen Olympiasieg wurde Andrásfi 2024 das Offizierskreuz des Ungarischen Verdienstordens verliehen.